# جعفر قلي اوشاغي
جعفر قلي اوشاغي هي قرية في مقاطعة خدا أفرين، إيران. عدد سكان هذه القرية هو 422 في سنة 2006.